# 독일 조국당
독일 조국당(독일어: Deutsche Vaterlandspartei 도이체 파터란트스파르타이[*])은 독일 제국의 단명한 극우 정당이다. 제1차 세계 대전 막바지에 활동적으로 준동했다. 조국당은 배후중상설을 퍼뜨리고 바이마르 공화국의 민주주의 정치인들을 "11월 반역자"로 몰아붙이는 데 결정적인 역할을 했다.
조국당은 범게르만 동맹의 후원을 등에 업고 1917년 9월 창당되었다. 이념은 보수적, 민족주의적, 반유대주의적이었으며 1917년 7월의 국가의회 평화결의에 반대하였다. 당수는 볼프강 카프와 알프레트 폰 티르피츠 대제독이었다. 군사비밀국장 발터 니콜라이 또한 이 정당에 우호적이었다. 언론재벌 알프레트 후겐베르크 역시 열성당원이었다. 조국당의 정치적 영향력은 1918년 여름에 절정을 찍어 1,250,000 명의 당원을 거느렸다. 당의 주된 자금줄은 제3최고사령부였다.
조국당은 독일 혁명 와중인 1918년 12월 10일 공식적으로 해산되나, 그 당원 대부분은 후신격인 독일 국가인민당에 그대로 흡수되어 바이마르 공화국의 우익 단체로서 계속 영향력을 행사했다.
조국당 당원 안톤 드렉슬러는 국가인민당에 합류하지 않고, 독일 노동자당이라는 정당을 새로 창당하는데, 1933년 아돌프 히틀러가 당권을 잡은 뒤 국가사회주의 독일 노동자당으로 당명이 바뀌었으니, 익히 알려진 나치당이 바로 그들이다.